# Баба Вида
 Тази статия е за замъка-цитадела във Видин.  За градската крепост (Калето) на Видин вижте Видинска крепост.  
Вижте пояснителната страница за други значения на Вида.
„Баба Вида“, наричан и „Бабини Видини кули“ (и двете са жаргонни названия), е средновековен замък в старопрестолния град Видин.
Това е за единственият изцяло запазен замък в България. Служил е за резиденция на видинските царе през Средновековието (с казарма за охранителите и други служебни помещения), както и за оръжеен склад и затвор в края на османското управление.
Имената, с които е известен замъкът днес, произхождат от легенда за сестрите Вида, Кула и Гъмза, наследили местен владетел. Вида, най-голямата, изгражда замъка, който е наречен на нея „Бабини Видини кули“ и съкратено „Баба Вида“ (Не съществуват никакви достоверни източници в подкрепа на твърдението за наличието на такава легенда.)
Това е цитаделата – централната част от изградената по османско време Видинска градска крепост, наричана от османците Девствената крепост, тъй като никога не е била завземана със сила.

## Структура
Замъкът се намира на северозападния бряг на големия завой на река Дунав при град Видин. Има форма на висок трапец, разположен в направление от североизток (моста с входа) към югозапад.
Структурата на замъка включва 2 пояса защитни стени (в 2 концентрични четириъгълника), 4 кули, 4 бастиона, бартизани (кулички за наблюдение и стрелба), бойници за оръдия и стрелци. Повечето от тях са по вътрешните стени, Австрийската кула и Входната кула са на външните стени, а в южния връх бастионът с куличката – най-старата част (от X век) на замъка, обхваща вътрешните и външните стени.
В северния връх на вътрешните стени е разположена най-добре запазената Срацимирова кула (висока 16 метра), подобната Войнишка кула е по средата на северозападната вътрешна стена. Тези 2 кули са 4-етажни, Входната кула (на североизточната външна стена) е 3-етажна, а 8-стенната Австрийска кула (на източния връх) е двуетажна.
Външните стени са опасани с ров с вода (широк 12 метра, дълбок 6 м), над който е имало подвижен дървен (сега каменен) мост, водещ към входната кула на замъка и чрез нея към външния двор между стените и към централния вътрешен двор. Между вътрешните стени и центъра се разполагат помещения, които ограничават цнтралния вътрешен двор, откъдето до стрелковата тераса най-горе водят стълби и рампи за оръдия. Между тези 2 пояса защитни стени има охранителен външен двор (прекъснат и покрит по югозападната страна).
Размерите на замъка по външния контур на стените (ограничени от рова) са приблизително: ширина 60 – 65 метра и дължина 80 м (90 м с входната кула). Общата застроена площ е към 5 декара, а заедно с рова е ок. 9,5 дка. Централният вътрешен двор е с размери около 10 на 20 метра и площ към 200 кв. м.

## История
Замъкът е издигнат върху част от древноримската крепост Бонония, строена за местния гарнизон през ІІ век, превърнала се в ограден град (заемал площ от около 20 хектара). От градската крепост Бонония най-добре е запазена основата на източната ъглова кула. По-късно върху нейни основи край реката през IX век се изгражда замъкът (ок. 5 дка), който става главната и централна част от създадената през XVII век още по-обширна градска Видинска крепост, чиито стени са опасвали тогавашния град (най-стария днес видински квартал Калето).
Първите строителни дейности по замъка датират от периода на Първото българско царство. Строежът на същинския замък е започнал през Х век. Византийски хроники сочат, че Видинската крепост (да не се бърка със замъка) е издържала 8-месечна обсада от византийските войски, водени от император Василий II през 1003 г. Византийците все пак влизат в крепостта, но с подкуп и измама. От постройките от онзи период днес най-запазени са в тогавашния им вид стената и кулите, които са разположени към река Дунав.
През целия период на Второто българско царство обграждащата средновековен Бдин и замъка му крепост (върху основите на която е изградена османската крепост "Калето") е най-важното укрепление в Северозападна България. Що се отнася до замъка (цитаделата), най-голямото му разширение е при цар Иван Срацимир, управлявал Видинското царство и на когото замъкът е царската резиденция.. През неговия период са построени вътрешни стени и кули. Именно тогава замъкът добива вид, близък до този, който има днес. Разкрити са основи на параклис от XIII – XIV век.
Според сведение от османския пътеписец Евлия Челеби (XVII в.) „... крепостта е построена през 880 г. лично от Баязид, сина на Завоевателя...“, т.е. достроена е от престолонаследника (и по-късно султан( Баязид II при управлението на баща му султан Мехмед II Завоевателя и е завършена към 1475 – 1476 г. (Вероятно се има предвид крепостта, опасваща града, а не замъка.)
След XVIII век замъкът „Баба Вида“ вече не се използва за отбранителни цели, а служи предимно за оръжеен склад и за затвор. В ниша при южния ъгъл на замъка е запазена бесилката на затвора.
Сред костните останки от VІІІ – ХVІІ век палеоорнитологът проф. Златозар Боев установява 7 вида птици, сред които отдавна изчезналите от тази част на страната глухар (Tetrao urogallus) и сив жерав (Grus grus). Интерес представляват откритите останки от домашна пуйка (Meleagris gallopavo f. domestica), които са сред най-ранните в страната. Във фасадата на Войнишката кула през 1992 г. е открита взидана на височина 12 м от основата й скулптура на човешка глава от сиво-бял варовик, висока 26 см.

## Паметник
„Баба Вида“ е замък-музей, отворен за посещения от 1958 г., паметник на културата с национално значение от 1964 г., в списъка на Стоте национални туристически обекта на БТС (има печат на БТС).
В музея се опазват и представят находки и сведения за историята на замъка. Възстановки в музея пресъздават някогашната обстановка в замъка. В прохода между югоизточните външна и вътрешна стена откъм Дунав е изградена (1964 г.) сцена за летен театър с 350 места, където се провежда фестивалът „Видински театрални дни“. Правят се художествени изложби, най-често в централния вътрешен двор.
Замъкът е главната туристическа забележителност на града. Всеки уикенд се посещава от 300 – 400 души.

## Галерия
- Замъкът „Баба Вида“
- Снимка от 1920-те години
- Бартизанът над водния ров
- Водният ров около бастиона и Австрийската кула
- Австрийската кула с водния ров
- Срацимировата кула с водния ров
- Водният ров около Входната и Срацимировата кула
- Горното ниво
- Централният двор
- Летният театър
- Възстановен таран
- Възстановка в музея

## В културата
На замъка са посветени редица книги и документални филми. Сред по-старите е съхраняваната в Британската библиотека книга „Хрониките на една девствена крепост“ (The Chronicles of a Virgin Fortress) от Frederick William von Herbert (1896), посветена на градската Видинска крепост, включително на нейната цитадела „Баба Вида“.

Естественият декор на средновековния замък е признат за незаменим от мнозина именити кинематографисти като Анджей Вайда, Донатас Банионис, Золтан Варкони. Уникалната му архитектура е запечатана в над 50 български и чуждестранни игрални филми. Първият филм в замъка е сниман през 1928 година – незавършената българска драма „Любов и престъпление“, но истински хит става германско-френският „Куриер на царя“ / „Михаил Строгов“ от 1935 г., в който участват първият български каскадьор Любен Георгиев, други местни дубльори, общо 3500 души за масовките, включително роми на коне и войници от 3 гарнизона. Сред сниманите до днес филми в замъка са:
- „Любов и престъпление“[8] (България, 1928)
- „Михаил Строгов“[8] (Michel Strogoff, Франция) / „Куриер на царя“ (Der Kurier des Zaren, Германия), 1936
- „Страхил войвода“[8] (България, 1937)
- „Пепелища“[10] (Popioły, Полша, 1965)
- „Звездите на Егер“[10] (Egri csillagok, Унгария, 1968)
- „На всеки километър“[8] (България, 1969, 1971)
- „Князът“[6] (България, 1970)
- „Гоя, или Тежкият път на познанието“[11] (СССР, ГДР, България, Югославия, 1971)
- „Ламята“[8] (България, 1974)
- „Пазачът на крепостта“[12] (България, 1974)
- „Сватбите на Йоан Асен“[12] (България, 1975)
- „Боянският майстор“[6] (България, 1980)
- „Капитан Петко войвода“[12] (България, 1981)
- „Мера според мера“[12] (България, 1981, 1988)
- „Детсталкер IV: Среща на титаните“(англ.)бълг.[11] (Аржентина, САЩ, 1991)
- „Децата на Нонантола“[10] / „Бягството на невинните“ (La fuga degli innocenti, Италия, 2004)
- „Драгон стормс“(англ.)бълг.[11] (САЩ, 2004)
- „Атила“[11] (Attila, Великобритания, 2007, док.)
- „Рикон“[13] (САЩ, 2013+?)
- „В името на краля 3: Последната мисия“(англ.)бълг.[14] (САЩ, 2014)
- „Снайперисти 2: Обсег на стрелба“(англ.)бълг.[15] (САЩ, 2014)
- „Дякон Левски“[16] (България, 2015)
- „Пастир“[17] (България, 2018?)
- „Синбад или черните рицари“[10] (Sinbad: The Battle of the Dark Knights, САЩ, 2018?)
- „Старите кучета“[10] (България, 2019)

## Други
На Видините кули е наречена улица в квартал „Хаджи Димитър“ в София (Карта).